# カナデビア茨城発電所
カナデビア茨城発電所（カナデビアいばらきはつでんしょ）は、茨城県常陸大宮市にある火力発電所。

## 概要
日立造船（現・カナデビア）が電力供給にかかわる研究用として、茨城工場内に2.6万キロワット（kW）級の水・蒸気噴射型のガスタービン発電設備1号機を1995年に設置し運転開始（2010年撤去）。その後電力卸供給事業（IPP）の開始に向け2号機が1999年6月に営業運転を開始、3号機が2006年6月に営業運転を開始した。運転時間帯は、平日昼間の約12時間。また、同発電所には特定規模電気事業者（PPS）のバルチラ社製ディーゼルエンジン3基の発電設備があり、2001年に運転を開始、日立造船が発電所の運営を受託していた（2016年撤去）。

## 発電設備
- 総出力：225.8 mW[1]

2号機
発電方式：コンバインドサイクル発電方式
定格出力：11万3,580 kW
使用燃料：LNG
営業運転開始：1999年6月25日
3号機
発電方式：コンバインドサイクル発電方式
定格出力：11万2,300 kW
使用燃料：LNG
営業運転開始：2006年6月1日

### 廃止された発電設備
1号機
発電方式：ガスタービン発電方式
定格出力：2万6,249 kW
使用燃料：重油
営業運転期間：1995年 - 2010年
4号機（PPS向け）
発電方式：ディーゼル発電方式（内燃力発電）
定格出力：7,300 kW
使用燃料：重油
営業運転開始：2001年 - 2016年
5号機（PPS向け）
発電方式：ディーゼル発電方式（内燃力発電）
定格出力：7,300 kW
使用燃料：重油
営業運転開始：2001年 - 2016年
6号機（PPS向け）
発電方式：ディーゼル発電方式（内燃力発電）
定格出力：7,300 kW
使用燃料：重油
営業運転開始：2001年 - 2016年